# Pierre Milhau
Pour les articles homonymes, voir Milhau (homonymie).
Pierre Milhau est un homme politique français né le 12 novembre 1744 à Caux (Hérault) et décédé le 11 décembre 1824 à Caux.
Président du tribunal civil de Béziers, il est député de l'Hérault en 1815, pendant les Cent-Jours.

## Sources
- « Pierre Milhau », dans Adolphe Robert et Gaston Cougny, Dictionnaire des parlementaires français, Edgar Bourloton, 1889-1891 [détail de l’édition]